# EF Education First Pro Cycling/2020
Deze pagina geeft een overzicht van de EF Education First UCI World Tour wielerploeg in 2020.

## Algemeen
Algemeen manager: Jonathan Vaughters
Teammanager: Charles Wegelius
Ploegleiders: Matti Breschel, Juan Manuel Gárate, Fabrizio Guidi, Andreas Klier, Tom Southam en Ken Vanmarcke
Fietsen: Cannondale

## Renners
| Naam                 | Geboortedatum | Nationaliteit       | Ploeg 2019             |
| -------------------- | ------------- | ------------------- | ---------------------- |
| Sean Bennett         | 31-03-1996    | Verenigde Staten    |                        |
| Julius van den Berg  | 23-10-1996    | Nederland           |                        |
| Alberto Bettiol      | 29-10-1993    | Italië              | BMC Racing Team        |
| Stefan Bissegger*    | 13-09-1998    | Zwitserland         | Team Monti             |
| Jonathan Caicedo     | 28-04-1993    | Ecuador             |                        |
| Hugh Carthy          | 09-07-1994    | Verenigd Koninkrijk |                        |
| Simon Clarke         | 18-07-1986    | Australië           |                        |
| Magnus Cort          | 16-01-1993    | Denemarken          | Astana Pro Team        |
| Lawson Craddock      | 20-02-1992    | Verenigde Staten    |                        |
| Mitchell Docker      | 02-10-1986    | Australië           |                        |
| Tejay van Garderen   | 12-08-1988    | Verenigde Staten    |                        |
| Ruben Guerreiro      | 06-07-1994    | Portugal            | Team Katjoesja Alpecin |
| Kristoffer Halvorsen | 13-04-1996    | Noorwegen           | Team INEOS             |
| Sergio Higuita       | 01-08-1997    | Colombia            |                        |
| Moreno Hofland       | 31-08-1991    | Nederland           |                        |
| Alex Howes           | 01-01-1988    | Verenigde Staten    |                        |
| Tanel Kangert        | 11-03-1987    | Estland             |                        |
| Jens Keukeleire      | 23-11-1988    | België              | Lotto Soudal           |
| Sebastian Langeveld  | 17-01-1985    | Nederland           |                        |
| Daniel Martínez      | 25-04-1996    | Colombia            |                        |
| Lachlan Morton       | 02-01-1992    | Australië           |                        |
| Logan Owen           | 25-03-1995    | Verenigde Staten    |                        |
| Neilson Powless      | 03-09-1996    | Verenigde Staten    | Team Jumbo-Visma       |
| Jonas Rutsch         | 24-01-1998    | Duitsland           | Team Lotto-Kern Haus   |
| Thomas Scully        | 14-01-1990    | Nieuw-Zeeland       |                        |
| Rigoberto Urán       | 26-01-1987    | Colombia            |                        |
| Sep Vanmarcke        | 27-07-1988    | België              |                        |
| Luis Villalobos      | 26-06-1998    | Mexico              |                        |
| James Whelan         | 11-07-1996    | Australië           |                        |
| Michael Woods        | 12-10-1986    | Canada              |                        |

* sluit aan per 1 augustus 2020

### Vertrokken
| Naam              | Geboortedatum | Nationaliteit       | Ploeg 2020        |
| ----------------- | ------------- | ------------------- | ----------------- |
| Matti Breschel    | 31-08-1984    | Denemarken          | gestopt           |
| Nathan Brown      | 07-07-1991    | Verenigde Staten    | Rally Cycling     |
| Joseph Dombrowski | 12-05-1991    | Verenigde Staten    | UAE Team Emirates |
| Daniel McLay      | 03-01-1992    | Verenigd Koninkrijk | Arkéa Samsic      |
| Sacha Modolo      | 19-06-1987    | Italië              | Alpecin-Fenix     |
| Taylor Phinney    | 27-06-1990    | Verenigde Staten    | gestopt           |

## Overwinningen
| Nationale kampioenschappen wielrennen Colombia - tijdrit: Daniel Martínez Colombia - wegrit: Sergio Higuita Ster van Bessèges 2e etappe: Magnus Cort 5e etappe (ITT): Alberto Bettiol Puntenklassement: Magnus Cort Ploegenklassement: *1) Tour Colombia 1e etappe (TTT): *2) 4e etappe: Sergio Higuita 6e etappe: Daniel Martínez Eindklassement: Sergio Higuita Jongerenklassement: Sergio Higuita Ploegenklassement: *2) Drôme Classic Simon Clarke Parijs-Nice Jongerenklassement: Sergio Higuita | Critérium du Dauphiné Eindklassement: Daniel Martínez Jongerenklassement: Daniel Martínez Ronde van Frankrijk 13e etappe: Daniel Martínez Tirreno-Adriatico 3e etappe: Michael Woods Ronde van Italië 3e etappe: Jonathan Caicedo 9e etappe: Ruben Guerreiro Bergklassement: Ruben Guerreiro Ronde van Spanje 7e etappe: Michael Woods 12e etappe: Hugh Carthy 16e etappe: Magnus Cort |  |

*1) Ploeg Ster van Bessèges: Bennett, Van den Berg, Bettiol, Clarke, Cort, Langeveld, Owen
*2) Ploeg Tour Colombia: Caicedo, Craddock, Van Garderen, Higuita, Martínez, Urán
Mannen: 2005 · 2006 · 2007 · 2008 · 2009 · 2010 · 2011 · 2012 · 2013 · 2014 · 2015 · 2016 · 2017 · 2018 · 2019 · 2020 · 2021 · 2022 · 2023 · 2024 · 2025
Vrouwen: 2024 · 2025
AG2R-La Mondiale · Astana Pro Team · Bahrain McLaren · BORA-hansgrohe · CCC Team ·  Cofidis, Solutions Crédits · Deceuninck–Quick-Step · EF Education First · Groupama-FDJ · Israel Start-Up Nation · Lotto Soudal · Mitchelton-Scott · Movistar Team ·  NTT Pro Cycling · Team INEOS · Team Jumbo-Visma · Team Sunweb · Trek-Segafredo · UAE Team Emirates